# Останні дні на Марсі
«Останні дні на Марсі» (англ. The Last Days on Mars) — британський фантастичний фільм жаху 2013 р. Руаірі Робінсон, сценариста Клайва Доусона, заснований на оповіданні «Аніматори» Сідні Дж. Боундса. Фільм показаний на Каннському кінофестивалі, отримав обмежений випуск 19 вересня у Великій Британії і 6 грудня 2013 р. в Сполучених Штатах. У ролях: Лів Шрайбер, Еліас Котеас, Ромола Гарай, Горан Костич, Джонні Харріс, Том Каллен, Юсра Варсаме й Олівія Вільямс.

## Сюжет
Екіпаж з восьми астронавтів протягом 6 місяців працює на науково-дослідній станції на Марсі в рамках другої марсіанської місії «Аврора Mars Mission 2». На орбіті знаходиться космічний корабель «Аврора» з рештою учасників експедиції.
До моменту завершення програми групі залишається трохи більше 19 годин, коли один з членів команди виявляє в зібраних зразках ґрунту мікроскопічні сліди якоїсь форми життя і, вирішивши приховати отримані сенсаційні результати, повідомляє командиру про нібито виявлену поломку устаткування на одному з полігонів і отримує дозвіл на виїзд з бази разом з напарником. Проте вже під час поїздки про відкриття стає відомо іншим членам команди. Виникає питання, як поставитися до самого відкриття і до приховування подібного факту їх колегою.
Після прибуття на полігон відбувається нещастя, той, хто одержав підтвердження своєму відкриттю, науковець Марко Петрович падає у щойно утворений провал і гине. Саме з цього моменту починається низка страшних подій — виявлена форма життя вражає землян, перетворюючи їх одного за іншим у злісних монстрів. Інфекція потрапляє в організм через кров і через деякий час заражені перестають бути людьми.
Ті члени екіпажу, що вижили, роблять відчайдушну спробу викликати рятувальну команду з орбіти і втекти від нападників монстрів на роверах. У підсумку гинуть всі члени експедиції, крім Вінсента Кемпбелла, а також прибулі на шатлі рятувальники. Вінсент Кемпбелл відправляє повідомлення, що у нього вистачить запасів продовольства і повітря, щоб дочекатися рятувальників, однак він теж може бути заражений.

## Ролі
- Лів Шрайбер —  Вінсент Кемпбелл
- Ромола Гарай -  Ребекка Лейн
- Еліас Котеас -  Чарльз Брунель
- Олівія Вільямс -  Кім Олдрич
- Джонні Харріс —  Роберт Ірвін
- Горан Костич —  Марко Петрович
- Том Каллен —  Річард Харрінгтон
- Юсра Варсаме —  Лорен Долбі

## Виробництво
Зйомки в основному проходили в Йорданії.

## Критика
Рейтинг на Rotten Tomatoes — 20% середня оцінка склала 4,8/10.